# Universidad Católica Silva Henríquez
La Universidad Católica Silva Henríquez, también conocida por su acrónimo UCSH, es una universidad privada chilena católica perteneciente a la Congregación Salesiana. Su sede se encuentra en la ciudad de Santiago, con 3 de sus 4 campus ubicados en la misma comuna de Santiago, mientras el campus Lo Cañas se encuentra en la comuna de La Florida. Fue creada en 1982 bajo el alero de la Conferencia Episcopal de Chile y con la finalidad de dar una solución a la educación superior para jóvenes de escasos recursos, preocupación acuñada por el Cardenal Raúl Silva Henríquez (SDB).
La universidad cuenta con 23 carreras de pregrado, programas de bachillerato y una serie de postítulos, diplomados y programas de educación continua, entre los cuales destacan 3 programas de Magíster. En 2018 asumió como rector de la institución Galvarino Jofré A. sdb.
La Universidad Católica Silva Henríquez se adjudicó la Gratuidad Escolar Superior desde el año 2016 en adelante, siendo así una de las universidades que no pertenece al Consejo de Rectores de las Universidades Chilenas (CRUCH) en ser beneficiada con este proyecto de ley, aprobado a fines del año 2015 en Chile y que comenzó el año 2016. Actualmente el 80% de los estudiantes que ingresan a primer año de su carrera en la UCSH han sido beneficiados.
Actualmente se encuentra acreditada por la Comisión Nacional de Acreditación (CNA-Chile) por un período de 4 años (de un máximo de 7), desde octubre de 2021 hasta octubre de 2025.Está en la posición 42 según el ranking de Webometrics 2024.

## Historia

### 1982-1989: Fundación e inicios
En 1982, se creó el Instituto Profesional de Estudios Superiores Blas Cañas, con el apoyo del Cardenal Raúl Silva Henríquez, en su preocupación por dar una solución a los jóvenes de escasos recursos que deseaban entrar a la educación superior. El instituto logró titular a un total de 6000 estudiantes aproximadamente con el grado de Técnico Superior.

### 1990-1998: Fin de la dictadura militar y conversión a universidad
Con el triunfo del «No» en el plebiscito nacional de Chile de 1988, el país trasciende a la Democracia, finalizando de este modo el dictadura militar de 17 años. Paralelo a este proceso en 1990 el Ministerio de Educación aprueba su funcionamiento como la Universidad Blas Cañas y en 1993 la Conferencia Episcopal de Chile la reconoce como católica, incorporándose junto a la Congregación Salesiana como socios activos de la institución.

### 1999-actualidad: Nuevo Milenio, consolidación y autonomía
En 1999, tras la modificación de sus estatutos generales, los Salesianos se hacen cargo de la dirección superior del plantel y se autoriza el cambio de nombre a Universidad Católica Cardenal Raúl Silva Henríquez. Cuatro años más tarde obtiene su plena autonomía y el año 2006 la Conferencia Episcopal traspasa toda la gestión de la Universidad a la Congregación Salesiana. 

## Campus

### Casa Central
Se encuentra localizado en General Jofré 462, Santiago. Es el campus con más estudiantes, además de ser la sede principal en la cual se realizan la mayoría de los actos artísticos.

### Edificio de Deportes
El Edificio de Deportes es también conocido como Edificio Carmen ya que se encuentra ubicado en Carmen 350, a pasos de Casa Central. Este cuenta con 8 pisos que albergan amplias salas de clase, gimnasios olímpicos y deportivos, canchas, laboratorios y en su último piso una terraza con vista al resto de Santiago. También cuenta con dos subterráneos donde se encuentra la piscina olímpica de la Universidad, cómo también otro gimnasio y una sala de máquinas para ejercitar, además de camarines y casilleros para sus estudiantes. Este inmueble representa el especial interés de la casa de estudios y su proyecto por el deporte y la actividad física, como factor relevante para la formación integral basado en el modelo preventivo de Don Bosco.

### Casona San Isidro
Tiene su locación en San Isidro 560, en la comuna de Santiago. Se caracteriza por su arquitectura predominante en el sector que se encuentra ubicada. Aquí se encuentran las dependencias artísticas de la Universidad, cómo por ejemplo salones de escultura, de pintura, salas de música, una gama de instrumentos cómo teclados, guitarras, pianos e incluso un piano de cola en el auditorio de la casona. También cuenta con áreas verdes, un casino al aire libre, biblioteca, capillas y una sala tecnológica y audiovisual. 

### Lo Cañas
Ubicado en el barrio histórico de Lo Cañas en la precordillera andina, su dirección es Lo Cañas 3636, en la comuna de La Florida. Se inauguró el año 2010, convirtiéndose en el más nuevo de los campus pertenecientes a la universidad. En estos terrenos se encuentran instalaciones académicas y deportivas, el Centro de Estudios Juvenal Dho, que posee salas de clase y una colección bibliotecaria de más de 120.000 volúmenes. Asimismo, cuenta con un campo deportivo de 3.7 hectáreas, con cancha de fútbol de pasto sintético, multicancha, camarines y salas, entre otras instalaciones. Cuenta con transporte para sus estudiantes desde el metro Vicuña Mackenna. El plan de desarrollo de la Universidad contempla la instalación progresiva de la Facultad de Ciencias de la Salud en este Campus, proceso iniciado con el ingreso de la promoción del año 2019. Este Campus es también sede para la implementación formativa de Pedagogía en Educación Física, por sus amplias instalaciones y espacios para la actividad física y los deportes, como sello de la UCSH para todo su estudiantado.

### Edificio Tocornal
Ubicado en Tocornal 330, en la comuna de Santiago, alberga a las oficinas de la Facultad de Ciencias de la Salud. Hasta que no se complete el proceso de instalación plena de la Facultad en el Campus Lo Cañas, se encuentran aquí las oficinas administrativas y docentes de las escuelas de Fonoaudiología, Kinesiología, Enfermería, e Ingeniería en Prevención de Riesgos y Medio Ambiente, además de incluir laboratorios propios de cada escuela como Anatomía, Fisiología, Audiología, Terapias Kinésicas, Masoterapia, etc.

## Organización
La universidad cuenta con tres facultades repartidas en los campus de la universidad: Casa Central, Lo Cañas, Casona San Isidro y Edificio de Deportes. Además, tiene un innovador programa de Bachillerato y Propedéutico.
| Facultad                                              | Decano/a                 | Carrera                                              | Director/a                       |
| Facultad de Ciencias Sociales, Jurídicas y Económicas | Diosnara Ortega González | Contador Público y Auditor                           | Juan Carlos Filgueira llaupe     |
| Facultad de Ciencias Sociales, Jurídicas y Económicas | Diosnara Ortega González | Ingeniería Comercial                                 | Viviana Varela Tobar             |
| Facultad de Ciencias Sociales, Jurídicas y Económicas | Diosnara Ortega González | Derecho                                              | Jorge Ormeño Fuenzalida          |
| Facultad de Ciencias Sociales, Jurídicas y Económicas | Diosnara Ortega González | Psicología                                           | María Gabriela Robles Sanzana    |
| Facultad de Ciencias Sociales, Jurídicas y Económicas | Diosnara Ortega González | Sociología                                           | Manuel Pineda Torres             |
| Facultad de Ciencias Sociales, Jurídicas y Económicas | Diosnara Ortega González | Trabajo Social                                       | Ruth Lizana Ibaceta              |
| Facultad de Ciencias Sociales, Jurídicas y Económicas | Diosnara Ortega González | Pedagogía en Filosofía                               | Iván Briceño Ríos                |
| Facultad de Educación                                 | Carolina Villagra Bravo  | Pedagogía en Castellano                              | Mario Molina                     |
| Facultad de Educación                                 | Carolina Villagra Bravo  | Pedagogía en inglés                                  | Tamara Cortés Seitz              |
| Facultad de Educación                                 | Carolina Villagra Bravo  | Pedagogía en Historia y Geografía                    | Elena Romero Pérez               |
| Facultad de Educación                                 | Carolina Villagra Bravo  | Pedagogía en Educación Artística                     |                                  |
| Facultad de Educación                                 | Carolina Villagra Bravo  | Pedagogía en Educación Técnica Profesional           | Claudio Bobadilla Retamales      |
| Facultad de Educación                                 | Carolina Villagra Bravo  | Pedagogía en Matemáticas e Informática Educativa     | Maritza Silva Acuña              |
| Facultad de Educación                                 | Carolina Villagra Bravo  | Pedagogía en Educación Física                        |                                  |
| Facultad de Educación                                 | Carolina Villagra Bravo  | Pedagogía en Educación Parvularia                    | Patricia Lamig López             |
| Facultad de Educación                                 | Carolina Villagra Bravo  | Pedagogía en Educación Diferencial                   | Emilio Rodríguez Macayo          |
| Facultad de Educación                                 | Carolina Villagra Bravo  | Pedagogía en Educación Básica                        | Segundo Sepulveda                |
| Facultad de Educación                                 | Carolina Villagra Bravo  | Licenciatura en Educación                            |                                  |
| Facultad de Ciencias de la Salud                      | Sandra Mora Palma        | Enfermería                                           | E.U. Daniela Sepúlveda           |
| Facultad de Ciencias de la Salud                      | Sandra Mora Palma        | Kinesiología                                         | Klgo. Iván Cigaroa               |
| Facultad de Ciencias de la Salud                      | Sandra Mora Palma        | Fonoaudiología                                       | Flga.                            |
| Facultad de Ciencias de la Salud                      | Sandra Mora Palma        |                                                      |                                  |
| Facultad de Ingeniería Y Empresa                      | Luis Araya Castillo      |                                                      |                                  |
| Facultad de Ingeniería Y Empresa                      | Luis Araya Castillo      | Ingeniería en Prevención de Riesgos y Medio Ambiente | Mg. Ing. Carlos Herrera Vicencio |

### Rectores
- Galvarino Jofré A. (2018-actualidad)
- Jorge Baeza Correa
- Francisco Javier Gil Llambias (renunció)